# Ataíde
Ataíde ist ein Ort und eine ehemalige Gemeinde im Norden Portugals.
Ataíde gehört zum Kreis Amarante im Distrikt Porto. Die Gemeinde hatte eine Fläche von 1,61 km² und 1002 Einwohner (Stand 30. Juni 2011). Zusammen mit den ehemaligen Gemeinden Real und Oliveira bildet Ataíde die im Dezember 1987 zur Vila erhobene Kleinstadt Vila Meã.

Lage der ehemaligen Gemeinde im Kreis Amarante bis September 2013

Am 29. September 2013 wurden die Gemeinden Ataíde, Real und Oliveira zur neuen Gemeinde União das Freguesias de Real, Ataíde e Oliveira zusammengefasst.

## Wappen
In Blau vier silberne Schrägrechtsbalken auf der ein goldener Turm mit   Vierzinnenkranz und grünem Tor und einem Fenster steht. Auf dem Schild ruht eine dreitürmige Mauerkrone. Im weißen Band am Schildfuß der Ortsname in schwarzen Buchstaben „ATAÍDE“.